# Кулой (тайп)
Кулой — чеченский тайп, входящий в территориальное общество Чеберлой. Имеют одноимённую гору Кулой-лам. Чеченский исследователь-краевед А. С. Сулейманов, зафиксировал представителей тайпа в населённых пунктах Алханчуртской долины. Тайп с названием кулой проживает и в Ингушетии.

## Этимология
По мнению чеченского историка, кандидата исторических наук Сайпуди Натаева, название тайпа Кулой/Кулинхой переводится как- жрецы-лекари, врачеватели нервных болезней, стрессов — от слова «кулю» — стресс, депрессия.